# Villogorgia circium
Villogorgia circium är en korallart som beskrevs av Thomson och Henderson. Villogorgia circium ingår i släktet Villogorgia och familjen Plexauridae. Inga underarter finns listade i Catalogue of Life.